# Сирелли, Энтони
Энтони Сирелли (англ. Anthony Cirelli; 15 июля 1997, Вудбридж, Онтарио, Канада) — канадский профессиональный хоккеист, центральный нападающий клуба НХЛ «Тампа-Бэй Лайтнинг». Двукратный обладатель Кубка Стэнли (2020, 2021).

## Карьера
Сирелли начал свою карьеру на юношеском уровне в клубе OHL «Ошава Дженералз». В 2015 году «Дженералз» представляли OHL на Мемориальном кубке и одержали в нём победу, а Энтони забил победный гол в финальном матче, тем самым помог команде завоевать престижный титул. На драфте НХЛ 2015 года Сирелли был выбран в 3-м раунде под общим 72-м номером клубом НХЛ «Тампа-Бэй Лайтнинг». 28 января 2016 года Энтони назначили капитаном Ошавы. 19 мая 2016 года «Лайтнинг» подписали с Сирелли трёхлетний контракт новичка.
9 января 2017 года Сирелли был обменян из Ошавы в «Эри Оттерз», Энтони помог «выдрам» выиграть Кубок Джей Росса Робертсона, который вручается победителям OHL.
1 марта 2018 года Сирелли был вызван в «Тампа-Бэй Лайтнинг» из АХЛ, где он успешно выступал за фарм-клуб «молний», команду «Сиракьюз Кранч». В тот же вечер он дебютировал в НХЛ в игре против «Даллас Старз» (5:4) и сразу забил свой первый гол в карьере. 12 апреля 2018 года Энтони дебютировал в плей-офф НХЛ в победном матче против «Нью-Джерси Девилз» (5:2). 2 апреля 2018 года он записал на свой счёт первый гол в карьере плей-офф НХЛ в игре против «Бостон Брюинз» (4:1). По итогам сезона 2018/19 Сирелли попал в символическую сборную новичков чемпионата.
17 января 2020 года сделал хет-трик в ворота «Виннипег Джетс» (7:1).

## Статистика
| Легенда | Легенда                    | Легенда | Легенда                   | Легенда | Легенда    |
| ------- | -------------------------- | ------- | ------------------------- | ------- | ---------- |
| И       | Количество проведённых игр | Штр     | Штрафное время            | +/−     | Плюс-минус |
| Г       | Голы                       | П       | Голевые передачи          | О       | Очки       |
| -       | Статистика неизвестна      | —       | Статистика не учитывалась |         |            |